# Drama (자날린 카스텔리노의 노래)
"Drama"는 이탈리아계 인도 가수 자날린 카스텔리노의 노래이다. 이 노래는 스페인어로 녹음되었으며 라틴 팝 장르로 제작되었다. 이 노래는 2024년 9월 20일 전 세계에 발매되었다.